# Letohrádek Pia IV.

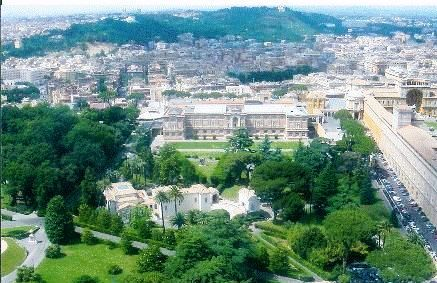
Letohrádek Pia IV. ze střechy chrámu sv. Petra

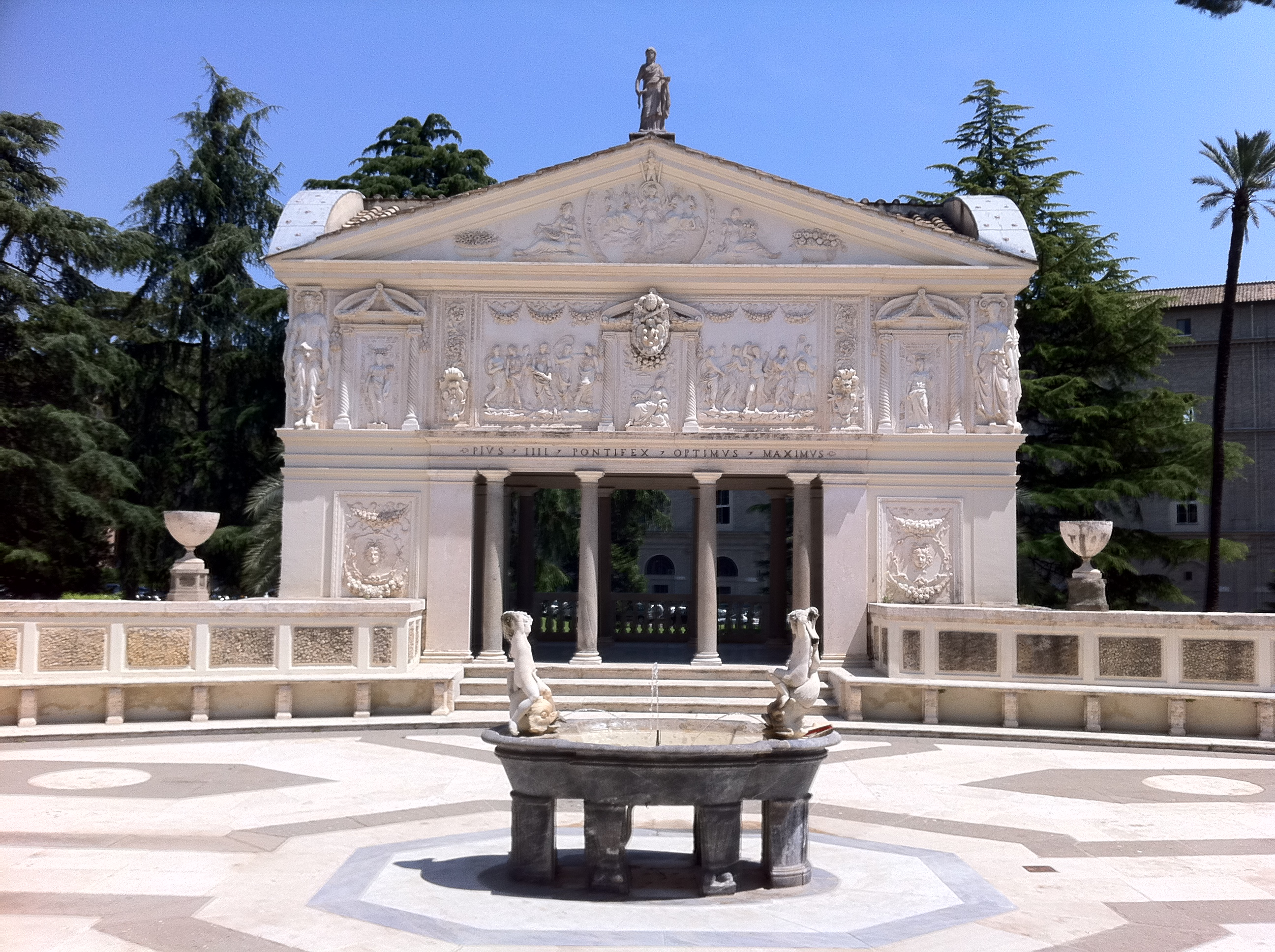

Letohrádek Pia IV. se nachází ve Vatikánských zahradách, severozápadně od baziliky sv. Petra. Budovu navrhl v roce 1558 architekt Pirro Ligorio na žádost Pavla IV. jako místo nerušeného odpočinku v náročném papežském úřadu. Realizace stavby se však již tento papež nedočkal a budova v pozdně renesančním slohu byla dokončena až za pontifikátu Pia IV., v roce 1563.
Prostor užívali v 16. století římští intelektuálové k literárním setkáním, vedeným Karlem Boromejským (1538 – 1584).
Vnější fasády letohrádku zdobí bohaté štuky s převážně pohanskými mytologickými scénami, zatímco fresky a mozaiky v interiérech čerpají často z křesťanských motivů (život Mojžíše a Krista). Autory maleb jsou Federico Barocci, Federico Zuccaro a Santi di Titi.
Fresky jsou v interiéru i exteriéru doplněny neobvyklými mozaikami z barevných oblázků, mušlí a zlomků skla, které mají hrubý povrch a tím vytvářejí zvláštní rustikální efekt.
Letohrádek má několik částí:
- Eliptické nádvoří se nachází ve středu letohrádku a jednotlivé části propojuje do jednoho celku. Jeho geometrickou mramorovou dlažbu navrhl Niccolo Bresciano. Ve středu nádvoří se nachází fontána a kolem dokola mramorové lavice a kamenné vázy s květinami. Fontána pochází z dílny Giacoma da Casignola a Giovanniho di Sant’Agata. Je zdobená dvěma mramorovými andílky – putti, kteří drží u ucha lasturu a sedí na delfínech. Z nich tryská voda do nádrže. Původně byly sošky součástí jiné kašny.

- Dvě protilehlé zděné brány, uzavřené dubovými vraty s mřížovím, umožňují přístup na nádvoří. Oblouky bran zdobí bohaté štuky s motivy čtyř ročních období zevně a velkou mušlí zevnitř. Vnitřní průchody jsou členěné nikami, zdobenými barevnou mozaikou s antickými motivy.

- Hlavní budova vily je z nádvoří přístupná vestibulem Stvoření. Zde jsou v protilehlých nikách umístěny oválné fontány, obklopené sochami v nikách. Autorem bohatě zdobeného stropu s motivy Stvoření světa z let 1561 – 1563 je Giovanni Schiavone. Barevnost celku doplňuje mramorová podlaha. Ve středu místnosti se nachází socha Kleió – múzy dějin, s pergamenovým svitkem v ruce.

- V přední části letohrádku se nachází nymfeum – svatyně nymf, ale i klasických múz. Především tento prostor byl určen k učeným debatám o umění i vědě. Nad vstupem je umístěn vysoký reliéf se znakem rodu Medici uprostřed, pod nímž je zobrazena múza básnictví Kalliopé. Po stranách vstupu jsou zobrazeny hlavy Medúzy. Valenou klenbu zdobí fresky i štuky.

- Přední část nymfea ukončuje polooválná fontána bohyně Kybelé. Dominantním prvkem je socha bohyně Kybelé, matky bohů. Po stranách je doplněna alegorickými sochami Mládí a Půvabu. Fontána je jako celý zbytek letohrádku zdobená štukovanými reliéfy a nástěnnými mozaikami s květinovými motivy.

- Tak zvaná Velká aula, skrytá za hlavní budovou byla k vile přistavěna na žádost Pia XI. až v letech 1931 – 1936. Autorem přístavby je architekt Giuseppe Momo. Od roku 1936 v ní sídlí Papežská akademie věd. Portikus nad hlavním vchodem má čtyři mramorové sloupy. Sochy po stranách vstupu znázorňují Víru a Vědu. Nad portikem je umístěn erb Pia XI. Tento znak je umístěn také nad prostším bočním vchodem, lemovaným dórskými pilastry. Boční vchod původně sloužil jako samostatný vstup pro papeže.

## Okolí
V parku při letohrádku stojí moderní bronzová socha Strom lidstva. Jejím autorem je Roberto Joppolo. Socha, která byla v zahradě umístěna 4. listopadu 2000 má představovat nutnost integrace a solidarity mezi lidmi různých ras a kultur, muži a ženami, bohatými i chudými. Spolupráce a dialog mezi rozdílnými světy zaručuje vytvoření pevného kmene a rozvoj celého stromu.
Mezi letohrádkem a bazilikou sv. Petra se nachází Fontána svátosti. Byla postavena na přání papeže Pavla V. architektem Janem van Santen v roce 1609. Jednotlivé prvky a vodní proudy mají evokovat mši svatou. Vertikálně vytékající pramínky připomínají svíčky, zatímco mytologický pták gryf chrlí vodu do všech směrů a tím vytváří iluzi monstrance. Fontána je ohraničena dvěma masivními falešnými věžemi s cimbuřím ve tvaru vlaštovčích ocásků. Na nich jsou umístěni okřídlení draci, heraldický symbol rodu Borghese, z kterého Pavel V. pocházel. Uprostřed stříšky nad nádrží je navíc umístěn erb Pavla V.